# Alkvetterns herrgård
Alkvetterns herrgård är en herrgård vid Alkvettern i Storfors kommun i Värmland.
Herrgården ägdes i början av 1600-talet av släkten Ribbing, senare av bergsfogden Elias Larsson Linroth. Han grundade 1666 och 1689 Lanfors övre och nedre hammare, nedlagda 1860. Bland senare ägare finns släkterna af Geijerstam, Mitander, Sundin och från 1970-talet har gården ägts av privatpersoner.

## Historia
Den första avbildningen av Alkvetterns herrgård utfördes av Johan Gustaf Härstedt 1772 visar en rödmålad envåningsbyggnad med höga fönster och ett karolinskt säteritak. Efter att egendomen varit en klosteregendom under Riseberga kloster blev den i och med Gustav Vasas reduktion 1527 ett krongods. Den uppläts som frälseegendom 1556 först till släkterna Hogenskild, Bielke, Gyllenstierna, Ribbing och Lilliehöök. Under 1665 pantsätter Lilliehöök egendomen till sin inspektor Elias Larsson Linderoth som 1666 anlägger en hammare och därmed inleds en epok som bruksgård. Samma år blir Linderoth bergsfogde och 1679 blir han formell ägare av herrgården. Fram till sin död 1691 expanderade han brukets tillverkning genom att anlägga ytterligare hammare och en masugn. Han var även delägare i flera andra bruk bland annat Bjurbäcken och Asphyddan. Hans söner blev på grund av faderns insatser adlade någon månad efter faderns bortgång. Driften vid bruket fortsatte under sonen Claes Lindroths ledning fram till hans frånfälle 1726. Bruket kom under en tid att ledas av änkan Sara Lindroth (Ehrenpreus) innan sonen brukspatron Salomon Lindroth 1746 tar över driften. Förutom Alkvettern var Salomon Lindroth även delägare i Storfors bruk och när han avlider tar hans änka Agneta, född Ehrenpreus, över ledningen för bruket fram till 1768 då det genom försäljning kommer i Emanuel Geijers, senare af Geijerstam, ägo.
Egendomen som under Agneta Lindroths ledning förfallit fick under Geijer en rejäl upprustning och det skedde en utvidgning av brukets tillverkning. Han efterträdde av sin änka Sara Helena af Geijerstam (född Piscator) som fram till sonen Johan Henrik af Geijerstam övertagande 1798 ledde verksamheten. Den nuvarande herrgårdsbyggnaden uppfördes 1804-1809 av Johan Henrik af Geijerstam. På grund av att han kom ekonomiskt trångmål tvingades han sälja egendomen till brukspatronen Nils Mitander 1812 och den kom att förbli i släkten Mitanders ägo från till 1858. Mitander som huvudsakligen var autodidakt var en driftig affärsman även om delar av hans samtid ansåg att han var skrupelfri i sina handlingar. Han har stått modell för Selma Lagerlöfs elake Sintran i Gösta Berlings saga. Efter att Mitander lämnat ledningen blev disponenten Nils Sundin chef i över 40 år för att sedan lämna över ledningen till brorsonen Claes Sundin som 1912 sålde egendomen till Katrinefors

## Byggnader

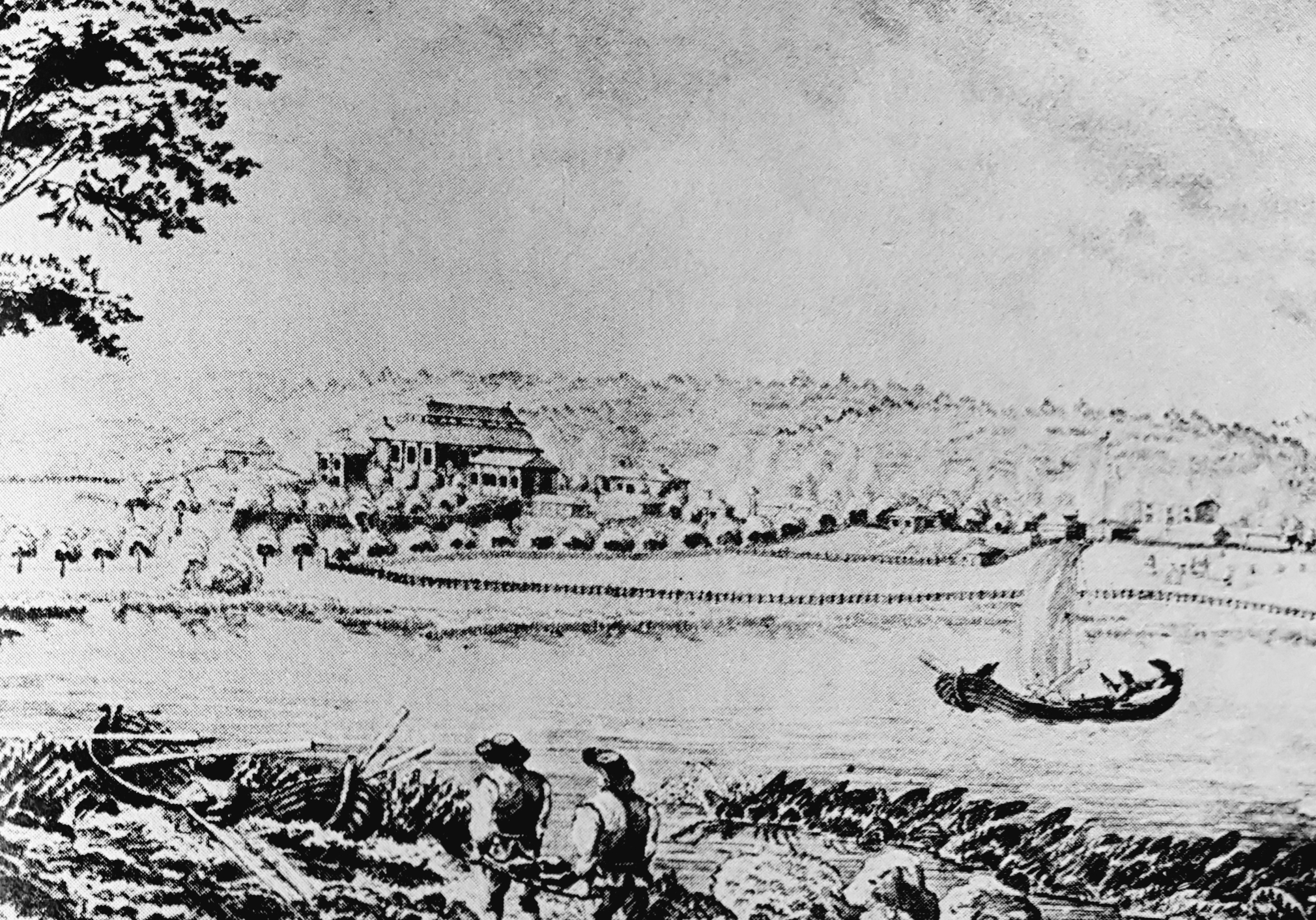
Alkvetterns herrgård och omgivning i tuschteckning av Per Piscator 1780 överlämnad som gåva till dåvarande ägaren Emanuel af Geijer

Före 1674 vet man att egendomen endast bestod av några mindre byggnader. Den första ståndsmässiga byggnaden uppfördes av Elias Larsson Linderoth och det var under hans tid som den vackra trädgården blev känd. När Emanuel Geijer 1768 köper egendomen utförs en del reparationer men byggnaden var omodern med dålig planering av rumsindelningen och när sonen Johan Henrik af Geijerstam tar över ledningen uppförs även den nuvarande byggnaden 1804-1809. Förutom mordeniseringar av värme, vatten och sanitet är byggnaden idag i stort sett identisk med byggnaden från 1809. En veranda med balkong tillkom under på 1880-talet och man bytte plats för köket 1951. Huset består av timmerbyggnad i två våningar  med vitmålad panel och gröna fönsterluckor som enda fasaddekoration. Taket är belagt med skifferplattor. Till huvudbyggnaden hör fyra flygelbyggnader som rymmer bostäder, dessutom finns det några ekonomibyggnader med garage och en gårdskontorsbyggnad. Tomten är avdelad i terrasser i skilda nivåer ner mot sjön Alkvättern.

## Ägarlängd
- Fram till 1527 klostergods
- 1527–1556 kronogård
- 1556–1591 Anna Clemensdotter Hogenskild
- 1591–1596 Karin Nilsdotter Bielke
- 1596–1632 Brita Eriksdotter Gyllenstierna
- 1632–1640 Bo Ribbing på Säby
- 1640–1664 Elisabeth Ribbing gift med Knut Lilliehöök
- 1664–1665 Nils Lilliehöök
- 1665–1691 Elias Larsson Linderoth (formellt från 1679)
- 1691–1726 Clas Linderoth (adlad 1691)
- 1726–1746 änkan Sara Ehrenpreus
- 1746–1756 Salomon Linderoth
- 1756–1768 änkan Agneta Ehrenpreus
- 1768–1788 Emanuel Geijer
- 1788–1798 hans änka Sara Helena Piscator
- 1798–1812 Johan Henrik af Geijerstam
- 1812–1841 Nils Mitander
- 1841–1858 Nils Filip Mitander
- 1858–1899 Nils Sundin
- 1899–1911 Claes Sundin
- 1911–1912 Nils Christian Jensen
- 1912- Katrinefors AB
- Därefter ett flertal privata ägare utan anknytning till bruket.